# Alessandro Bellemo
Alessandro Bellemo (Chioggia, 7 agosto 1995) è un calciatore italiano, centrocampista della Sampdoria.

## Caratteristiche tecniche
È un centrocampista centrale, dotato di una buona fisicità e tecnica.

## Carriera
Cresciuto nel settore giovanile del Padova, debutta in prima squadra il 17 maggio 2014, in occasione dell'incontro di Serie B vinto per 2-1 contro il Pescara. Non riuscendo a trovare spazio in squadra (solo due presenze in campionato), viene ceduto alla SPAL, con cui trascorre due stagioni in Lega Pro. Negli anni successivi, gioca in prestito in Serie C con le maglie di Fano, Padova e Pro Vercelli. Il 14 luglio 2019 viene acquistato a titolo definitivo dal Como, firmando un contratto triennale. Con i lariani ottiene la promozione in Serie B, dopo 6 anni di assenza, al termine della stagione 2020-2021. Il 14 giugno 2022 prolunga il suo contratto fino al 2025.
Il 1º agosto 2024 si trasferisce in prestito con obbligo di riscatto alla Sampdoria. Il 22 dicembre segna la sua prima rete con i blucerchiati nel pareggio per 1-1 in casa della Cremonese. 

## Statistiche

### Presenze e reti nei club
Statistiche aggiornate al 18 agosto 2025.
| Stagione         | Squadra          | Campionato       | Campionato | Campionato | Coppe nazionali | Coppe nazionali | Coppe nazionali | Coppe continentali | Coppe continentali | Coppe continentali | Altre coppe | Altre coppe | Altre coppe | Totale | Totale |
| Stagione         | Squadra          | Comp             | Pres       | Reti       | Comp            | Pres            | Reti            | Comp               | Pres               | Reti               | Comp        | Pres        | Reti        | Pres   | Reti   |
| ---------------- | ---------------- | ---------------- | ---------- | ---------- | --------------- | --------------- | --------------- | ------------------ | ------------------ | ------------------ | ----------- | ----------- | ----------- | ------ | ------ |
| 2013-2014        | Padova           | B                | 2          | 0          | CI              | 0               | 0               | -                  | -                  | -                  | -           | -           | -           | 2      | 0      |
| 2014-2015        | SPAL             | LP               | 6          | 0          | CI-LP           | 6               | 0               | -                  | -                  | -                  | -           | -           | -           | 12     | 0      |
| 2015-2016        | SPAL             | LP               | 13         | 0          | CI+CI-LP        | 2+5             | 0               | -                  | -                  | -                  | SC-LP       | 0           | 0           | 20     | 0      |
| Totale SPAL      | Totale SPAL      | Totale SPAL      | 19         | 0          |                 | 13              | 0               |                    | -                  | -                  |             | 0           | 0           | 32     | 0      |
| 2016-2017        | Fano             | LP               | 35+2       | 0          | CI-LP           | 2               | 1               | -                  | -                  | -                  | -           | -           | -           | 39     | 1      |
| gen.-giu. 2018   | Padova           | C                | 7          | 0          | CI+CI-C         | 0+1             | 0               | -                  | -                  | -                  | SC-C        | 2           | 0           | 10     | 0      |
| 2018-2019        | Pro Vercelli     | C                | 35+2       | 0          | CI+CI-C         | 0+1             | 0               | -                  | -                  | -                  | -           | -           | -           | 38     | 1      |
| 2019-2020        | Como             | C                | 26         | 0          | CI-C            | 2               | 1               | -                  | -                  | -                  | -           | -           | -           | 28     | 0      |
| 2020-2021        | Como             | C                | 36         | 3          | -               | -               | -               | -                  | -                  | -                  | SC-C        | 2           | 0           | 38     | 3      |
| 2021-2022        | Como             | B                | 37         | 5          | CI              | 1               | 0               | -                  | -                  | -                  | -           | -           | -           | 38     | 5      |
| 2022-2023        | Como             | B                | 31         | 1          | CI              | 1               | 0               | -                  | -                  | -                  | -           | -           | -           | 32     | 1      |
| 2023-2024        | Como             | B                | 36         | 3          | CI              | 1               | 0               | -                  | -                  | -                  | -           | -           | -           | 37     | 3      |
| Totale Como      | Totale Como      | Totale Como      | 166        | 12         |                 | 5               | 1               |                    | -                  | -                  |             | 2           | 0           | 173    | 13     |
| 2024-2025        | Sampdoria        | B                | 22         | 1          | CI              | 2               | 0               | -                  | -                  | -                  | -           | -           | -           | 24     | 1      |
| 2025-2026        | Sampdoria        | B                | 0          | 0          | CI              | 1               | 0               | -                  | -                  | -                  | -           | -           | -           | 1      | 0      |
| Totale Sampdoria | Totale Sampdoria | Totale Sampdoria | 22         | 1          |                 | 3               | 0               |                    | -                  | -                  |             | -           | -           | 25     | 1      |
| Totale carriera  | Totale carriera  | Totale carriera  | 290        | 13         |                 | 26              | 2               |                    | -                  | -                  |             | 4           | 0           | 320    | 15     |

## Palmarès

### Club

#### Competizioni nazionali
- Serie C: 3

SPAL: 2015-2016 (girone B)
Padova: 2017-2018 (girone B)
Como: 2020-2021 (girone A)
- Supercoppa di Serie C: 1

Padova: 2018